# Зелёные Воды
Зелёные Воды — деревня в Козельском районе Калужской области. Входит в состав сельского поселения «Село Попелёво».

## Географическое положение
Расположена примерно в 4 км к северо-западу от села Попелёво.

## История
В Козельском уезде Калужской губернии сельцо Зеленые Воды относилось к Костешовской волости.

## Население
Население сельца по сведениям 1914 года было 159 жителей (мужчин — 75, женщин — 84).
На 2010 год население составляло 0 человек.